# John Hanson (Politiker, 1715)

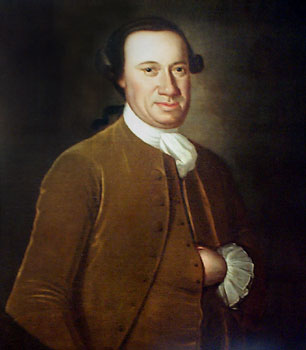
John Hanson

John Hanson (* 3. April 1715 bei Port Tobacco, Charles County, Province of Maryland; † 22. November 1783 in Prince George’s County, Maryland) war ein US-amerikanischer Politiker und Delegierter des Kontinentalkongresses aus Maryland.
Weil er von 1781 bis 1782 als erster Präsident der Vereinigten Staaten, im Kongress versammelt unter den Konföderationsartikeln für eine vollständige Amtszeit gedient hat, wird er oft als erster Präsident der Vereinigten Staaten bezeichnet. Mit dem gleichnamigen Amt, das mit der Verfassung der Vereinigten Staaten von 1787 geschaffen wurde, ist Hansons Amt allerdings nicht vergleichbar. Entsprechend beginnt die Zählung der Präsidenten der Vereinigten Staaten üblicherweise bei George Washington, der als Erster nach der Ratifizierung der neuen Verfassung 1789 zu diesem Amt gewählt wurde.